# 大花地宝兰
大花地宝兰（学名：Geodorum attenuatum），为兰科地宝兰属下的一个植物种。